# Gil Mărdărescu
Mircea Gilbert Mărdărescu, dit Gil Mărdărescu (né le 12 avril 1952 à Săcele dans le Județ de Brașov) est un footballeur roumain qui évoluait au poste de milieu de terrain. 

## Biographie
Il est le fils de l'entraîneur Virgil Mărdărescu.

## Palmarès
- Champion de Roumanie de D2 en 1973 avec le Politehnica Iași